# جامعة عبد الحميد بن باديس–مستغانم
جامعة عبد الحميد بن باديس–مستغانم (بالفرنسية: université Abdelhamid Ibn Badis Mostaganem)‏ أو جامعة مستغانم هي جامعة جزائرية حكومية، تقع في ولاية مستغانم، أنشأت سنة 1969.

## تاريخ
- في عام 1969، تم إنشاء معهد التكنولوجيا الزراعية (I.T.A. بمستغانم) الذي قام بتدريب المهندسين في الهندسة الزراعية التطبيقية، تحت اسم الحاج بن عبد الله بنزازة.
- في عام 1978، تم إنشاء المركز الجامعي الذي فتح أبوابه بالتعليم العالي في العلوم الدقيقة والأحياء والعلوم الطبية الأساسية المشتركة.
- في عام 1984، تم حل وتقسيم المركز الجامعي بمستغانم إلى أربع مدارس ومعاهد.
- سنة 1992، التنظيم الجديد لمؤسسات التعليم العالي بمستغانم.
- في عام 1997، دمج البنى التحتية التعليمية للمعهد الزراعي في المركز الجامعي.
- سنة 1998، إحداث جامعة عبد الحميد بن باديس بمستغانم بموجب المرسوم التنفيذي رقم 98-220 (U.M.A.B)

## الكليات والمعاهد
- كلية العلوم الدقيقة والمعلوماتية.
- كلية علوم الطبيعة والحياة.
- كلية العلوم والتكنولوجيا.
- كلية الآداب والفنون.
- كلية الحقوق والعلوم السياسية.
- كلية العلوم الاقتصادية والتجارية والإدارية.
- كلية الحقوق والعلوم السياسية.
- كلية العلوم الاجتماعية.
- كلية الطب.
- معهد التربية البدنية والرياضة.